# Малая Завязка
Малая Завязка — река в России, протекает по Волгоградской области. Устье реки находится в 10 км по правому берегу реки Большая Завязка. Длина реки составляет 24 км, площадь водосборного бассейна 123 км².

## Данные водного реестра
По данным государственного водного реестра России относится к Донскому бассейновому округу, водохозяйственный участок реки — Бузулук, речной подбассейн реки — Хопер. Речной бассейн реки — Дон (российская часть бассейна).
Код объекта в государственном водном реестре — 05010200412107000007668.